# Sunbilla
Sunbilla – gmina w Hiszpanii, w Nawarze, o powierzchni 46,79 km². W 2011 roku gmina liczyła 665 mieszkańców.